# Certified Guitar Player
Certified Guitar Player (englisch; abgekürzt: CGP) ist eine von dem amerikanischen Gitarristen Chet Atkins erdachte und sich selbst in einem Albumtitel von 1988 verliehene Ehrenbezeichnung.  Er wollte jedoch nicht der Einzige sein, der diesen Titel trug und begann, Ausschau nach geeigneten Musikern zu halten. Im Laufe der Jahre erhielten lediglich fünf weitere Gitarristen die Bezeichnung CGP: John Knowles, Tommy Emmanuel, Jerry Reed, Steve Wariner und Paul Yandell.
Die Ehrung wird auf Grund außergewöhnlicher Verdienste um das Gitarrenspiel in der Country-Musik im Allgemeinen und die Spieltechnik des sogenannten Fingerstyle im Besonderen vergeben. Außer Paul Yandell, der sie nach Chet Atkins’ Tod erst 2011 durch dessen Familie erhielt, bekamen die anderen Musiker die Auszeichnung von ihm persönlich verliehen. Obwohl es sich hierbei um eine inoffizielle Würdigung handelt, ist es den Inhabern trotzdem eine große Ehre, von Chet Atkins solch eine Anerkennung ihrer Leistungen zu erfahren. Tommy Emmanuel beispielsweise hat sich in den Hals einiger seiner Gitarren die Buchstaben „CGP“ einarbeiten lassen.